# Banque-Carrefour des Entreprises
Pour les articles homonymes, voir BCE (homonymie).
Dans l'administration belge, Banque-Carrefour des Entreprises (BCE) désigne le registre central reprenant toutes les données d'identification concernant les entreprises. Il s'agit de la matérialisation du principe de collecte unique et centralisée de données. La création de cette banque de donnée centrale signifia aussi la disparition des anciens registres du commerce. Le but de cette base de données du service public fédéral (SPF) économie est de rendre le fonctionnement des services publics belges plus efficaces et de simplifier les procédures administratives tout en facilitant la création d'entreprises.

## Fonctionnement
La Banque-Carrefour des Entreprises (BCE) reprend les données du registre national belge des personnes morales, du registre du commerce, de la TVA, de l’office national de la sécurité sociale (ONSS) et est tenue à jour par huit organismes agrées compétents, les guichet d'entreprises, seuls habiliter à y introduire les données,,,,.

## Sources
Loi belge du 16 janvier 2003 portant création d'une Banque-Carrefour des Entreprises, modernisation du registre du commerce, création de guichets d'entreprises agréés et portant diverses dispositions,.